# SCVS Takdier Boys
SCVS Takdier Boys (betekent: jongens van geluk) is een Surinaamse voetbalclub uit de omgeving van Hannaslust Pad van Wanica (nu Indra Gandhiweg).

## Geschiedenis
De club is opgericht door een aantal vrienden, die samen op de muloschool zaten, op 15 augustus 1952. Hiervoor gingen de buurtjongens op hun blote voeten een balletje trappen op een van de kow wés (weilanden) als ze hun koeien lieten grazen. Het was meestal een potje voetbal totdat het donker was en de jongens hun koeien naar de stallen moesten brengen.
In de eerste jaren werd er vooral deelgenomen aan de vele Knock Out toernooien, die in het hele land plaatsvonden. Takdierboys had er kast vol grote en kleine bekers in hun etalage in de bekende Mukeshbar van de heer Mukesh Bhoendie staan.
De heer Gwal Bhoendie had een veld beschikbaar gesteld aan Takdierboys en later heeft zijn broer Soeroedjpersad Bhoendie een stuk grond beschikbaar gesteld. Beide velden lagen het Pad van Wanica. Een zoon van Gwal Bhoendie, dhr Piare Bhoendie, heeft al de jaren van het voetballen in de stad zijn bus beschikbaar gesteld voor de spelers. Na genoeg te hebben van het knock Out voetballen besloten zij wat gestructureerd en georganiseerd te gaan voetballen. Ze sloten zich aan bij de Lelydorp Voetbalbond. De voorzitter was toen dhr. Bhagwat Bhoendie, die in het dagelijks leven een politie-agent was. Later verhuisden ze van Lelydorp naar de Livorno Sportlbond, die onder de bezielende leiding stond van heer Eddy Blackman. De heer Chotoe Sewlal heeft een heel belangrijke rol gespeeld in deze fase van Takdierboys. Hij heeft Takdier op vele manieren gefaciliteerd en de jonge spelers van voetbalschoenen en shirts voorzien. Hij was de trainer, de materiaalman en adviseur van deze lichting.
Na hun kampioenschap in Livorno, mochten ze deelnemen aan het zogenaamde Randdistrictentoernooi met een promotie naar de topsectie van de SVB in het vooruitzicht. In dit geval de Eerste klas. Na hard geploeter en keihard werken tijdens dit toernooi promoveerden ze daadwerkelijk naar de Eerste Klas. Een mijlpaal voor deze club (Jaarverslag SVB ).
Het bestuur gooide de deuren open voor goede voetballers uit buurt, die een versterking moesten zijn voor de club met als doel behoud in de topsectie. Dit was hun Hindoestaanse voorgangers Jai Hind en Shanti Del niet gelukt. Het waren in de eerste instantie de jongens uit buurt van Hannaslust, Grootbleydenschoopweg, Vredeslustweg (Laparraboiti). Later kwamen er ook voetballers van Rahemalweg, Magenta, Mottonshoop, en ook Dijkveld. Deze club was sterk vertegenwoordigd door twee families nl. Bhoendie en Bissumbhar (interview oud voorzitter Takdierboys).
In het tweede jaar promoveerden zij naar de hoofdklasse. Bij elkaar hebben zij zich ruim 11 jaar weten te handhaven in de Topsectie.
Toen de oud-trainer van FC Twente, Rob Groener, bondscoach, werd van Suriname gingen ook de deuren open voor een aantal van de boys. Voorheen werd er met name uit de bekende clubs uit Paramaribo geselecteerd voor Natio, met als hofleveranciers Transvaal en Robinhood. De volgende jongens hebben in de het senioren Nationaal Team gespeeld: Somai (Seppie keeper), Henkie Bissumbhar ( 15 interlands).
Dankzij het beleid van Rob Groener kregen ook spelers uit de jeugd van Takdier een kans in de nationale selectie. Om een paar te noemen: Boyke Ramgolam (wijlen), Haroen Thakoerdien, Lando Bhoendie, Johny Bhoendie. Ze waren zo trots om tegen een voetballer als Hugo Sanches (later Real Madrid) te spelen in een eindjeugd toernooi van het CONCACAF in Mexico.
Een paar bekende namen van die periode zijn: Doelman Somai, Heathly, A. Dihal, H. Sheombar, S. Sheombar (wijlen decembermoorden), B. Charan, Hankers, H. Bissumbhar, A. Rewat (speler/trainer), H. Thakoerdien, B. Ramgolam, L. Bhoendie, S. Bhoendie, J. Bhoendie, O. Bissumbhar (speler/trainer), S. Bissumbhar, J. Alakramsingh, K. Gangadien, D. Sewkaransingh, M. Sewkaransingh, Neza, J. Bhoelan, Leter, Sowdagar, M. Sitaldien
De volgende heren hebben Takdierboys in de jaren 70, 80 van de vorige eeuw getraind: Dewraj Sewkaransingh (wijlen), Sloot, M Sahadewsingh, R. Phoelsingh (wijlen), W. Schal, G. Vanenburg, O. Bisumbhar (tevens speler), A. Rewat (tevens speler).
Takdierboys had een heel grote landelijke aanhang. Ze kwam vanuit heel het land van Nickerie tot Albina. Maar de harde kern kwam voort uit de omgeving van Hannaslust met als twee absolute "hooligans" de gebroeders Lente en Breda Thakoerdien. Breda stelde bij elke wedstrijd zijn grote lijnbus ( 30 personen) beschikbaar voor de "krakers" (supporters) uit de buurt.
Takdierboys investeerde in hun eigen jongens door hen te laten scholen in het trainersvak. Met Rob Groener als cursusleider behaalde dhr. O. Bissumbhar zijn oefenmeester 2 en dhr A. Rewat zelfs de oefenmeester 1 kwalificatie.
Takdierboys had ook een heel goed jeugdelftal. Een paar belangrijke spelers zijn van de jeugd doorgestroomd naar de hoofdmacht.
Hoogtepunten waren altijd de wedstrijden tegen Transvaal, Robinhood en Leovictor. Deze wedstrijden werden vaak voor vol stadion afgewerkt. Takdier heeft zelfs een paar keer gewonnen en of gelijk gespeeld tegen deze grootheden. Een nadeel van een voetbalclub uit de boiti/district was , dat je vaak werd benadeeld door de scheidsrechter. Zeker in de grote wedstrijden waarbij een onterechte penalty werd toegekend aan de tegenstaander of juist één werd onthouden aan Takdierboys.
Andere hoogtepunten waren wedstrijden tegen de kampioen uit Belem du Para Remo, FC Twente uit Nederland, kampioen uit Antillen SIS.
Ze stonden in 2010 in de finale van de Beker van Suriname tegen SV Excelsior, welke ze met 0-2 verloren.
Midden jaren 80 verlieten een paar belangrijke spelers Takdierboys, die toen in de Eerste klasse voetbalde en zijn gaan voetballen voor Kamal Dewaker (KD) waarvan Eddy Blackman de grote man was.Takdierboys is terug naar het Eddy Blackman Stadion waar de wedstrijden van Livorno Sportbond worden gespeeld. De veteranen van Takdierboys zijn wel actief. Een deel van de veteranen speelt onder de naam Mogamboboys met als een keer per week een veteranenwedstrijd te spelen met een stevige derde helft.
Nederland
Rond de jaren '75 en '80 van de vorige eeuw zijn een aantal van de spelers naar Nederland vertrokken. De eerste lichting van Takdierboys heeft samen met een aantal spelers uit Kwatta aan de basis gestaan voor de oprichting van Takdierboys in Nederland. De eerste voorzitter werd de heer Jairam en S. Ratchasingh, oud voetballer van Jai Hind werd hoofdtrainer. Haar sportaccommodatie werd VDS in Wassenaar. Later verhuisden ze naar Westerkwartier on Kijkduin.

## TAC'90
Na een fusie met de Surinaams Hindoestaanse voetbalclub Amar Deep in 1990 werd de naam van deze fusieclub: TAC,90. De drijvende kracht achter deze fusie waren de heren J. Rambocus (wijlen), A. Lalmohamed (wijlen) R. Ramautarsingh.
TAC'90 speelt anno 2025 in het Complex De Verlichting in de Roemer Visscherstraat in Den Haag in de buurt van het Zuiderpark. TAC'90 komt uit in de Eerste klasse.